# Mặt trận Quân sự Tora Bora
Mặt trận Quân sự Tora Bora (Pashto:  Tora Bora Nizami Mahaz) là một nhóm phiến quân hiện diện ở tỉnh Nangarhar, Afghanistan. Nhóm này hiện nằm dưới sự lãnh đạo của thủ lĩnh Anwarul Haq Mujahid. Họ cho biết mình đã ly khai khỏi tổ chức Hezb-e Islami Khalis (HiK) sau cái chết của thủ lĩnh HiK Mohammad Yunus Khalis và cuộc đấu tranh giành quyền lực về sau giữa Mujahid và Haji Din Mohammad.
Anwarul Haq Mujahid tuyên bố là nhóm của mình đã thề nguyện trung thành dưới sự lãnh đạo của Taliban.
Tổ chức này còn cho xuất bản cả một tạp chí và trang web nhằm giới thiệu cho công chúng Afghanistan biết rõ về họ.